# Nowa Cerkiew (powiat Tczewski)
Nowa Cerkiew is een plaats in het Poolse district  Tczewski, woiwodschap Pommeren. De plaats maakt deel uit van de gemeente Morzeszczyn en telt 480 inwoners.